# Jean-Antoine Giansily
Jean-Antoine Giansily (ur. 8 lutego 1947 w Ajaccio) – francuski polityk i ekonomista, w latach 1992–1996 przewodniczący Narodowego Centrum Niezależnych i Chłopów (CNI), poseł do Parlamentu Europejskiego IV kadencji.

## Życiorys
Na Université de Nice – Sophia Antipolis ukończył filozofię (1969) oraz nauki społecznej i polityczne (1970). Od 1972 pracował w Ministerstwie Finansów jako kontroler.
Był działaczem Narodowego Centrum Niezależnych i Chłopów, pełnił funkcję sekretarza generalnego tej partii, a w 1992 został wybrany na przewodniczącego tego ugrupowania. Od 1983 był radnym dzielnicowym w Paryżu, następnie radnym miejskim, a od 1995 do 2001 zajmował stanowisko zastępcy mera francuskiej stolicy Jean Tiberiego.
W 1994 wystartował do Parlamentu Europejskiego z listy koalicji centrystów i gaullistów. Mandat eurodeputowanego objął w 1995, wykonując go do 1999. W 1996 utracił przywództwo w CNI, a w 1997 przeszedł do Zgromadzenia na rzecz Republiki. W 2001 odszedł z władz miejskich, powracając do resortu finansów na stanowisko doradcy ds. ekonomicznych i handlowych. Pełnił także funkcję wiceprezesa międzynarodowej organizacji proeuropejskiej CIFE. W 2012 wspierał kandydaturę François Bayrou w wyborach prezydenckich.